# Гладкова, Елена Львовна
Еле́на Льво́вна Гладко́ва (род. 1957, Москва, СССР) — российский востоковед, филолог и педагог, кандидат филологических наук, доцент. Автор ряда учебников, учебных пособий и научных статей. Заведующая кафедрой индоиранских и африканских языков Московского государственного института международных отношений (Университета) МИД России.

## Биография
В 1979 году окончила Институт стран Азии и Африки при Московском государственном университете имени М. В. Ломоносова и аспирантуру ИСАА МГУ по кафедре иранской филологии.
В 1983 году защитила кандидатскую диссертацию на тему: «Вокализм и ритмическая структура персидских слов (опыт экспериментального исследования)».
С 1982 года преподает персидский язык в Московском государственном институте международных отношений (Университете) МИД России. В 1996 году получила звание доцента. С 1997 года занимала должность заместителя заведующего кафедрой, а с декабря 2004 года — заведующая кафедрой индоиранских и африканских языков МГИМО.
Является автором ряда учебников, учебных пособий и научных статей. Владеет также английским языком и в течение ряда лет занимается переводами с английского языка, в том числе художественными.
Сфера научных интересов — общественно-политическая и экономическая терминология современного персидского языка, экспериментальная фонетика.

## Награды
- Лауреат международной премии «Книга года в Иране» (1384—2005/06 гг.) за «Учебник персидского языка. Часть 2» М.: Филоматис, 2004 г. (в соавторстве с проф. В. Б. Ивановым).
- Лауреат Четвёртого литературного конкурса имени Фердоуси за лучшее научное исследование (январь 2009 года) («Персидский язык. Общественно-политический перевод. Часть 1» М.: МГИМО — Университет, 2007, Персидский язык для экономистов — международников, М.: 2009).
- Лауреат Литературного конкурса имени Фердоуси за лучшее учебное произведение (январь 2012 года) за «Персидский язык. Самоучитель для начинающих» М.: АСТ-книга, 2011 (в соавторстве с проф. И. Б. Ивановым).

## Научные труды
Елена Львовна выступает в качестве редактора второго издания Большого персидско-русского словаря В.Б.Иванова.

### Диссертации
- Гладкова Е. Л. Вокализм и ритмическая структура персидских слов (опыт экспериментального исследования) / автореферат диссертации кандидата филологических наук: 7.45.03.01. — 1983.

### Монографии
- Гладкова Е. Л. Пути развития общественно-политической лексики современного персидского языка. — М.: МГИМО-Университет, 2013. — С. 316.
- Гладкова Е. Л. Отражение основ государственной власти в Конституции Исламской Республики Иран / Г. И. Гладков. — М.: МГИМО-Университет, 2014. — 234 с.
- Гладкова Е. Л. Персидский язык для экономистов-международников: учеб. пособие для старших курсов и магистратуры / Г.И.Гладков. — М.: МГИМО-Университет, 2008. — 299 с. — ISBN 978-5-9228-0399-1.

### Статьи
- Гладкова Е. Л. Отношения «Иран — Запад» в свете персидского политического дискурса. — М.: Институт востоковедения РАН. — М.: ИВ РАН, 2017. — С. 27—39.
- Гладкова Е. Л. Глагольная полуаффиксация как продуктивная словообразовательная модель в общественно-политической лексике современного персидского языка // Филология и культура. — М., 2018. — № 3 (53).
- Гладкова Е. Л. Новые термины в общественно-политической лексике современного персидского языка // Политика и политики: политический дискурс как объект лингвистического анализа (Материалы VIII Конвента РАМИ, апрель 2014 г.). — М.: МГИМО-Университет, 2015. — С. 72—82.